# Chasia-Berge
Die Chasia-Berge (griechisch Χάσια Όρη (n. pl.)) sind ein Gebirge in Nord-Griechenland, die sich bis auf 1564 m über dem Meer erheben. Das Gebirge liegt an der Grenze zwischen den Regionalbezirken Trikala und Grevena, nordwestlich von Kalambaka. Es bildet einen Ausläufer des Pindos. Im Norden und Westen schließt sich der eigentliche, nördliche Pindos an und im Süden und Osten erstrecken sich die Bergmassive von Antichasia und Kamvounia.

## Geographie
Das Gebirge ist stark zerklüftet und es wird von vielen kleinen Schluchten und Flusstälern durchzogen. Die Hänge sind hauptsächlich mit Kiefernwäldern bestanden. Das Gebiet ist ein beliebtes Wanderziel und es gibt eine große Zahl von Wegen. Ein empfehlenswerter Weg führt von Kakoplevri (Κακοπλεύρι) durch den ganzen Mesovouni (Μεσοβούνι, dt. Mittelberg) und endet in Xirokampo (Ξηρόκαμπο)
Gipfel
- Vigla (Βίγλα, 1564 m)
- Kagelia (Καγκέλια, 1050 m)
- Karaouli (Καραούλι, 1300 m)
- Katalyma (Κατάλυμα, 1204 m)
- Mesovouni (Μεοσοβούνι, 1200 m)
- Braimi – Valkanasia (Μπραϊμι/Βαλκανάσια, 1300 m)
- Nereda (Νεράιδα, 1106 m)
- Profitis Ilias (Προφήτης Ηλίας, 1400 m)
- Stalovari (Σταλοβάρι, 1400 m)
- Fonika (Φονικά, 1400 m)

Flüsse
In den Hängen des Chasia entspringen viele Ströme. Der bedeutendste davon ist der Kakoplevritis (Κακοπλευρίτης), der ein Zufluss des Mourgani (Μουργκάνη) ist, und damit zum Einzugsbereich des Pinios gehört.
Dörfer
- Agnantia (Αγναντιά Τρικάλων)
- Kakoplevri (Κακοπλεύρι Τρικάλων)
- Kallithea Grevenon (Καλλιθέα Γρεβενών)
- Xirokampos (Ξηρόκαμπος Τρικάλων)
- Oxynia (Οξύνεια Τρικάλων)
- Stagiades (Σταγιάδες Τρικάλων)